# Feira de muares de Sorocaba
A feira de muares de Sorocaba foi um evento do ciclo do tropeirismo durante o século XVIII.
Foi o ponto de maior comercialização de muares do final do século XVIII até o final do século XIX no Brasil. Para lá, convergiam imensas comitivas de tropeiros provenientes das mais diferentes partes do país. Uma das rotas mais conhecidas é aquela em que os animais eram trazidos da região de Corrientes, na Argentina e reunidos em Cruz Alta, no Rio Grande do Sul, para seguir em direção a Sorocaba, em rota já do final do século XVIII.
Teve início com a passagem, em 1733, das primeiras tropas de muares pelas ruas de Sorocaba, conduzidas pelo coronel português Cristóvão Pereira de Abreu,considerado por alguns autores como um dos fundadores do Rio Grande do Sul, depois do aperfeiçoamento que o mesmo fez da estrada de Francisco de Souza e Faria, de 1732 a 1733. Somente com o término deste caminho é que ele passou por Curitiba e percorreu São Paulo com a tropa de muares até a região de Sorocaba.
A feira, que era realizada anualmente em uma grande região nas adjacências da cidade durante a segunda quinzena do mês de maio, tornou-se uma parada obrigatória para os tropeiros, os quais vinham de todos os estados brasileiros para vender, comprar ou trocar seus animais.
A feira de muares atraiu novos moradores e permitiu o desenvolvimento do comércio e da indústria locais, popularizando produtos como: facas, facões, redes, doces, peças de ouro para montaria feitas por ourives sorocabanos.
Em 1852, graças à acumulação de capital proporcionada por essas feiras, surgiram as primeiras fábricas de seda e algodão (Sorocaba foi pioneira no plantio do algodão herbáceo).
O último grande evento desta natureza em Sorocaba ocorreu em abril de 1897 (conforme relato do jornal 15 de Novembro de Sorocaba). No entanto, o comércio de muares continuou até a década de 1930, porém, sem o patrocínio da administração e o conjunto de comerciantes locais.